# أوروبا (أسطورة)

De roof van Europa للرسام رامبرانت.

أوروبا واسمها يعني الوجه العريض (باليونانية: Ευρώπη)، هي ابنة الملك آجينور حسب الميثولوجيا اليونانية، يزعم أن قارة أوروبا سميت على اسم الأميرة الفينيقية أوروبا المولودة في غرب آسيا وتحديدًا سوريا.
ذكر القصة أيضاً الشاعر الأسكندري موسيخوس قبل الميلاد وتقول الأسطورة إن ملك سوري فينيقي اسمه أجينور، كان يحكم فينيقيا والده بوزيدون وأمه ليبيا، والتي أعطت اسمها لقارة إفريقيا فيما بعد، وأولاد هذا الملك هم ابنته أوربا وقدموس الذي أعطى اسمه إلى بلاد اليونان. 
وتتابع الأسطورة أن زيوس رب الأرباب وكبير آلهة الأولمب في بلاد الإغريق، علم بجمال وكمال الأميرة السورية الفينيقية أوربا، إذ رآها ذات مرة من جبل الأولمب، ووقع في شباك حسنها وجمالها، فجاءها على هيئة ثور وكانت تلعب مع وصيفاتها على شواطئ البحرالمتوسط، فأغراها ودفعها إلى امتطاء ظهره وعبر بها عباب البحر حتى إذا ما وصل بها إلى اليونان أعلن زواجه منها، وهكذا حملت القارة اسم “أوربا”، وحدث أن تفقد الملك أجينور ابنته فلم يجدها، فأرسل أخاها قدموس في إثرها للبحث عنها، وعندما وصل إلى طيبة استقبله الناس بالترحاب، وهناك علمهم الأبجدية السورية الفينيقية وأنشأ مدينة”قدميا وتتابع الأسطورة عن الأميرة السورية أوربا وكيف سميت بلاد الإغريق باسمها مجسدةً بشخص الفاتنة الساحرة أوروبا بنت الملك السوري أجينور أنها كانت تتمنى الإبحار إلى أرض جديدة لم يصل إليها أحد من قبل الأميرة السورية أوربا.
وتروي الأسطورة رحلة الأميرة السورية من ساحل سوريا إلى الأرض الجديدة ومارافقها من أحداث، لتكشف عن أرض أو قارة لم يكن يطلق عليها اسم من قبل، فسميت أوروبا نسبة للأميرة السورية وتكريماً لها وتكمل الأسطورة عن تلك الأميرة التي انتقلت من بلادها سوريا بصورة الإلهة المكتملة، إلى عالم لم يكن معروفاً، وتزوجت وأنجبت من زوجها الإله زيوس أولاداً حكم كل منهم مدينة بعد ذلك.
وقد حمل الإغريق هذه العقيدة دائماً بأن سوريا هي موطن اسم أوروبا ومهدها وإليها ترنو أنظارهم وعندما جاؤوا مع الإسكندر المقدوني إلى سوريا في القرن الثالث قبل الميلاد، كان لسورية الكثير من القداسة في نفوسهم، فأنشؤوا مدينة أطلقوا عليها مدينة أوربا، وهي التي يطلق عليها اليوم الصالحية، أو صالحية الفرات في دير الزور شرق سوريا.